# Supercoppa di Germania 1990
La Supercoppa di Germania 1990 (ufficialmente DFB-Supercup 1990) è stata la quarta edizione della Supercoppa di Germania.
Si è svolta il 31 luglio 1990 al Wildparkstadion di Karlsruhe tra il Bayern Monaco, vincitore della Bundesliga 1989-1990, e il Kaiserslautern, vincitore della Coppa di Germania 1989-1990.
A conquistare il titolo è stato il Bayern Monaco che ha vinto per 4-1 con reti di Stefan Reuter, Jürgen Kohler, Manfred Bender e Thomas Strunz.

## Partecipanti
| Squadre        | Qualificazione                              | Partecipazioni precedenti (il grassetto indica la vittoria) |
| -------------- | ------------------------------------------- | ----------------------------------------------------------- |
| Bayern Monaco  | Vincitore della Bundesliga 1989-1990        | 2 (1987, 1989)                                              |
| Kaiserslautern | Vincitore della Coppa di Germania 1989-1990 | Nessuna                                                     |

## Tabellino
| Arbitro: | Weber (Essen) |

|                                            |           |           |
| Reuter 6’ Kohler 19’ Bender 28’ Strunz 45’ | Marcatori | 62’ Kuntz |

| Bayern Monaco | Kaiserslautern |

### Formazioni
| Bayern Monaco: |   |                       |  |     |
|                |   |                       |  |     |
| P              | 1 | Raimond Aumann        |  |     |
| D              |   | Klaus Augenthaler (c) |  |     |
| D              |   | Roland Grahammer      |  |     |
| D              |   | Jürgen Kohler         |  |     |
| D              |   | Hans Pflügler         |  |     |
| C              |   | Stefan Reuter         |  |     |
| C              |   | Thomas Strunz         |  |     |
| C              |   | Manfred Bender        |  | 68’ |
| C              |   | Stefan Effenberg      |  |     |
| A              |   | Brian Laudrup         |  |     |
| A              |   | Radmilo Mihajlović    |  | 74’ |
| Sostituzioni:  |   |                       |  |     |
| C              |   | Michael Sternkopf     |  | 68’ |
| A              |   | Roland Wohlfarth      |  | 74’ |
| Allenatore:    |   |                       |  |     |
| Jupp Heynckes  |   |                       |  |     |

| Kaiserslautern:     |   |                 |  |     |
|                     |   |                 |  |     |
| P                   | 1 | Gerald Ehrmann  |  |     |
| D                   |   | Reinhard Stumpf |  | 30’ |
| D                   |   | Miroslav Kadlec |  |     |
| D                   |   | Roger Lutz      |  |     |
| C                   |   | Uwe Scherr      |  | 56’ |
| C                   |   | Thomas Dooley   |  |     |
| C                   |   | Rainer Ernst    |  |     |
| C                   |   | Markus Schupp   |  |     |
| C                   |   | Markus Kranz    |  |     |
| A                   |   | Demir Hotić     |  |     |
| A                   |   | Stefan Kuntz    |  |     |
| Sostituzioni:       |   |                 |  |     |
| D                   |   | Axel Roos       |  | 30’ |
| C                   |   | Guido Hoffmann  |  | 56’ |
| Allenatore:         |   |                 |  |     |
| Karl-Heinz Feldkamp |   |                 |  |     |